# 中島源太郎
中島 源太郎（なかじま げんたろう、1929年2月11日 - 1992年2月7日）は、日本の映画プロデューサー、政治家。位階は従三位勲一等、勲章は瑞宝章。第109代文部大臣。中島知久平の庶子。

## 来歴・人物

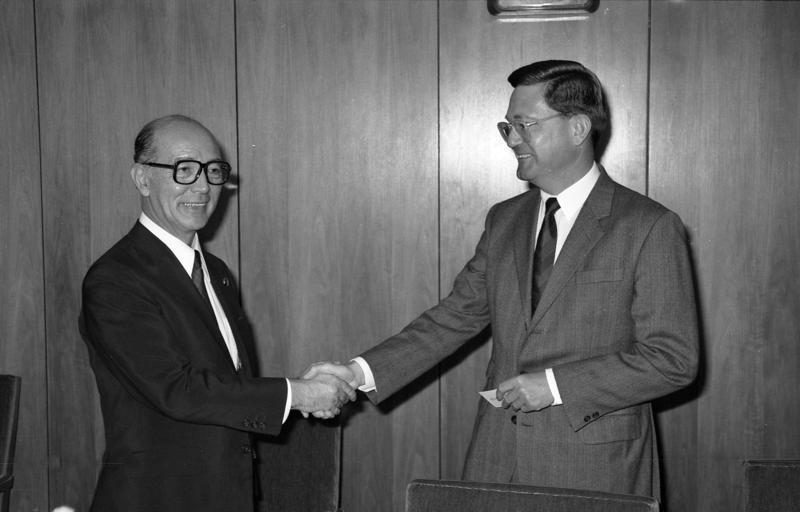
1988年、ドイツにて（左）

群馬県新田郡尾島町押切（現在の群馬県太田市押切町）出身。生後すぐ東京に戻り、1941年慶応義塾普通部入学、戦後の混乱期にディズニー映画に出合い、映画の道に進むことを決意、学業の傍ら中村研一にデッサンを学び、1951年に慶應義塾大学経済学部を卒業した後、大映に入社した。産業スパイ映画「黒の試走車」など、大映時代には永田雅一の下で数々の映画作品を手掛ける。
1962年に退職し、日本動画製作会社を設立、1968年に栃木の民話を題材にしたアニメ映画「九尾の狐と飛丸（殺生石）」を制作、文部省選定となり、国会試写会で同作を観た船田中が、源太郎が中島知久平の息子であることを知って立候補を勧め、1969年、群馬2区から自由民主党公認で衆議院議員に当選。
通商産業、経済企画の両政務次官を経て、1987年11月6日から1988年12月27日まで竹下内閣の文部大臣を勤め、文部省に生涯学習局を設置、現代舞台芸術のセンターとなる第二国立劇場の設立促進などに努めた。文相時代に学習指導要領の改訂案で小学6年生の社会科教科書に取り上げる人物として東郷平八郎が出た際、反対した。
また東京駅丸の内駅舎保存問題について「重要な歴史的記念建造物として創建当時の姿に復元して永遠にその保存活用を図っていくべきではないか」と国会で質問された際には「できれば大正三年の元の、これが東京駅という威容に戻して、そして親しまれる東京駅、首都の顔として保存されることがあれば好ましいことだ」と答弁している。
任期途中の1992年2月7日、劇症肝炎のため慶應義塾大学病院で死去した。62歳没。同年2月12日、特旨を以て位記を追賜され、死没日付をもって正三位勲一等に叙され、瑞宝章を追贈された。追悼演説は同年4月17日の衆議院本会議で同郷の山口鶴男により行われた。墓所は多磨霊園。

## 日本動画
同社は、中島源太郎がアニメ映画『九尾の狐と飛丸』（1968）を制作するために大映を辞めて1966年に設立したアニメ制作会社。同作は大映時代に何度も企画しては却下された岡本綺堂原作の「玉藻前」の話をもとにアニメ化したもので、興行的にはふるわなかったものの、のちに幻の傑作としてカルト的な評判を得た作品である。監督八木晋一（共同ペンネーム）のほか、池野成、波多正美、彦根範夫、吉川惣司、長田千鶴子、永沢詢、東恵美子らが制作に参加した。日本動画は同作の後、『白蛇伝』で知られる藪下泰司を監督に迎えて、『日本漫画映画発達史　漫画誕生』（1971）、『日本漫画映画発達史 アニメ新画帖』（1973）の二部作を製作し、わずか数年で解散した。東映アニメーションの前身となった「日本動画株式会社」とは異なる。

## 作品

### 原案・原作
- 宇宙人東京に現わる（1956年1月29日、大映東京撮影所）
- 深夜の定期便（1957年10月22日、大映東京撮影所）
- 夜霧の滑走路（1958年7月27日、大映東京撮影所）

### 企画・製作
- 新夫婦読本　窓から見ないで（1961年6月28日、大映東京撮影所）
- 幼馴染というだけさ（1961年9月10日、大映東京撮影所）
- 明日を呼ぶ港（1961年11月19日、大映東京撮影所）
- うるさい妹たち（1961年12月17日、大映東京撮影所）
- 黒の試走車（1962年7月1日、大映東京撮影所）
- 九尾の狐と飛丸（1968年10月19日、製作：日本動画 配給：大映）
- 日本漫画映画発達史　漫画誕生（1971年9月11日、製作：日本動画 配給：大映）

## 家族
- 父：中島知久平[1]…中島飛行機の創業者で政治家、元立憲政友会革新同盟総裁
- 次男：中島洋次郎…政治家